# Ludwig Schajowicz
Ludwig Schajowicz (Imperio austrohúngaro, 7 de noviembre de  1910 – Puerto Rico, 2003) fue un profesor y pensador de origen austriaco y que produjo toda su obra en lengua española.

## Biografía intelectual
Exiliado en La Habana en 1939 y posteriormente afincado en Puerto Rico, de cuya universidad fue profesor hasta su muerte. Con anterioridad alcanzó a doctorarse en la Universidad de Viena, donde fue alumno de Karl Bühler y Moritz Schlick. En La Habana creó el Teatro Universitario y el Seminario de Arte Dramático. Invitado en 1947 como profesor visitante de la Universidad de Puerto Rico, se estableció en ésta, profesó en diversas materias humanísticas y contribuyó a la fundación de su Departamento de Filosofía, del que fue director. Creó la revista Diálogos en dicho Departamento.
La obra de Schajowicz, según declaración propia, gira sobre las ideas de "mito y existencia" y la reflexión sobre "lo sagrado". Lo sagrado vivido y el espíritu trágico revelan una filosofía en que la doctrina es vivida. Ha elaborado una concepción del "gesto", del lenguaje del cuerpo y, entre otras cosas, de la cultura como campo de iniciativas: se participa de la cultura también para transformarla.

## Obras fundamentales
- Mito y existencia, Río Piedras, Editorial de la Universidad de Puerto Rico, 1962 (2ª ed. 1990).
- La encrucijada del hombre contemporáneo, Río Piedras, Editorial de la Universidad de Puerto Rico, 1977.
- Los Nuevos Sofistas. La subversión cultural de Nietzsche a Beckett, Río Piedras, Editorial de la Universidad de Puerto Rico, 1979.
- De Winckelmann a Heidegger. Ensayos sobre el encuentro griego-alemán, Río Piedras, Editorial de la Universidad de Puerto Rico, 1986.
- El mundo trágico de los griegos y de Shakespeare. Consideraciones sobre lo sagrado, Río Piedras, Editorial de la Universidad de Puerto Rico, 1990.

### Escritos breves relevantes
- La fidelidad a la tierra (en rev. Diálogos 1, 1964, pp. 9-21).
- Filosofar-dialogar (en rev. Diálogos 2, 1964, pp. 7-15).
- El ocaso de los héroes (Toledo-Sonseca, Instituto de Bachillerato “La Sisla”, 1994).
- El re-nacimiento de la tragedia (en Tiempo de estética, Madrid, Fundamentos, 1999).